# XII Korpus SS
XII Korpus SS – jeden z korpusów Waffen-SS. Utworzony w sierpniu 1944 roku na Śląsku z resztek Grupy Bojowej von Gottberg, należącej do LIII Korpusu Armijnego. W składzie 3 Armii Pancernej walczy na Litwie i Kurlandii, następnie od października na zachodzie. Jako oddział 1 Armii Spadochronowej (Grupa Armii B) walczy pod Arnhem. W listopadzie 1944 roku wraz z 5 Armią toczy boje pod Akwizgranem, od stycznia 1945 w składzie 15 Armii i 5 Armii Pancernej walczy nad Renem. Korpus zniszczono w kwietniu 1945 w kotle w Zagłębiu Ruhry.
Dowódcy:
- SS-Obergruppenführer Matthias Kleinheisterkamp (sierpień 1944)
- SS-Obergruppenführer Curt von Gottberg (sierpień – październik 1944)
- SS-Obergruppenführer Karl-Maria Demelhuber (październik 1944)
- generał piechoty Günther Blumentritt październik 1944 – styczeń 1945)
- generał porucznik Fritz Bayerlein (styczeń 1945)
- generał porucznik  Eduard Crasemann (styczeń – kwiecień 1945)

Dowódca sztabu:
- pułkownik Ulrich Ulms (1 sierpnia 1944 – 16 kwietnia 1945)

Jednostki korpuśne:
- 12 Dowództwo Artylerii SS
- 12 Korpuśny Batalion Łączności SS
- 12 Oddział Zaopatrzeniowy SS

Skład:
- wrzesień 1944:
  - 548 Dywizja Grenadierów
  - 7 Dywizja Pancerna
- marzec 1945:
  - większość 176 Dywizji Piechoty
  - 183 Dywizja Grenadierów Ludowych
  - 338 Dywizja Piechoty
  - Dywizja Panzer Lehr